# المقنع (کتاب شیخ صدوق)
المقنع کتابی از شیخ صدوق است.

## تصحیح
تصحیح این کتاب که در سال ۱۳۷۳ منتشر و در مراسم کتاب سال جمهوری اسلامی ایران به‌عنوان کتاب شایسته تقدیر معرفی شد.